# رالف جاي سومر
رالف جاي سومر (بالألمانية: Ralf J. Sommer)‏ هو أستاذ جامعي وعالم أحياء ألماني، ولد في 1963.